# Легіслатура штату Нью-Джерсі
Легіслатура штату Нью-Джерсі — законодавчий орган американського штату Нью-Джерсі, законодавча гілка влади уряду штату. В своїй сучасній формі легіслатура визначена в Конституції штату Нью-Джерсі 1947 року. Легіслатура складається із двох палат: Сенату (верхня палата) та Генеральної асамблеї (нижня палата). Законодавчий орган збирається в Капітолії штату Нью-Джерсі в столиці штату, місті Трентон. Наразі Демократична партія має більшість в обох палатах.

## Повноваження
Легіслатура має повноваження ухвалювати нові закони, якщо за них проголосує більшість в кожній палаті, однак Губернатор штату Нью-Джерсі може накладати вето на законопроєкти. Легіслатура може подолати вето двома третинами голосів в кожній палаті.
Трьома п'ятими голосів в кожній палаті законодавчий орган може висувати пропозиції щодо внесення змін до Конституції штату Нью-Джерсі, так само це можна зробити більшістю голосів обох палат протягом двох скликань поспіль. В такому разі проєкт зміни до конституції виноситься на референдум, і громадяни штату вирішують чи погодитись на таку зміну, чи ні.
До повноважень легіслатури також належить ратифікація поправок до Конституції США, призначення Аудитора штату, проводити процедуру імпічменту проти посадовців штату. Сенат має виключні повноваження щодо затвердження чи відхилення кандидатів висунутих губернатором на судові чи деякі виконавчі посади.

## Члени легіслатури
Поточна організаційна структура легіслатури описана в статті IV ("законодавча влада") Конституції штату Нью-Джерсі 1947 року. Легіслатура складається із Сенату із 40 сенаторами, та із Генеральної асамблеї із 80 представниками. Щоб стати членом асамблеї, особа має бути віком не менше 21 року, проживати на території виборчого округу, з якого балотується, протягом одного року і на території штату протягом двох років. Щоб стати сенатором, особа має бути віком не менше 30 років, проживати в своєму окрузі протягом двох років і в штаті Нью-Джерсі протягом чотирьох років.

## Вибори і терміни
На відміну від більшості інших штатів, вибори до Легіслатури штату Нью-Джерсі відбуваються в листопаді непарних років, замість парних. Член Генеральної асамблеї обираються на дворічні терміни, а члени Сенату на чотирирічні, окрім першого терміну нового десятиліття, який триває лише два роки. Цей цикл "2-4-4" був запроваджений щоб вибори до Сенату відображали зміни до меж виборчих округів, які вносяться після кожного національного перепису населення, який відбувається кожні десять років, в роки які закінчуються на "0". Якби не було цього циклу, то сенатори би по декілька років представляли округи, які вже не існують.
Робота легіслатури періодизується дворічними скликаннями, протягом яких відбуваються по дві щорічні сесії. Оскільки всі справи із першої сесії можна перенести до другої, такий поділ можна вважати, скоріше, церемоніальним. Дворічне скликання починається опівдні другого вівторка січня кожного парного року. Наприклад, 215-те скликання легіслатури почалось опівдні у вівторок 10 січня 2012 року. В кінці другого року всі нерозглянуті законопроєкти анульовуються.
Робота в легіслатурі вважається неповною зайнятістю і більшість депутатів мають основну роботу. В Нью-Джерсі члени легіслатури також можуть обіймати іншу виборну посаду рівня округу або муніципального рівня.

## Виборчі округи
Члени Легіслатури штату Нью-Джерсі обираються із 40 виборчих округів. З кожного округу обирається по одному сенатору і по два представники. Нью-Джерсі є одним із семи штатів (разом із Айдахо, Аризоною, Вашингтоном, Мерилендом, Південною Дакотою та Північною Дакотою), де округи для обох палат легіслатури є спільними. Щодесятиліття межі округів перевизначаються спеціальною комісією відповідно до даних перепису населення, як це визначено статтею IV, розділом III конституції штату.